# Grigori Rasputin
|  | Per a la cançó de Boney M sobre aquest personatge, vegeu Rasputin (cançó) |

Grigori Iefímovitx Rasputin (rus: Григо́рий Ефи́мович Распу́тин; AFI: [ɡrʲɪˈɡorʲɪj jɪˈfʲiməvʲɪtɕ rɐˈsputʲɪn]) (Pokróvskoie, 9 de gener de 1869 – Sant Petersburg, 30 de desembre [17 de desembre, segons el calendari julià] de 1916) fou un místic rus, autoproclamat home sant, que es va fer amic de la família de Nicolau II, l'últim emperador de Rússia, i va tenir una gran influència sobre els Romànov en els darrers dies de la Rússia dels tsars. Per bé que és conegut com a Rasputín, en rus es pronuncia com a paraula plana: Распу́тин.
Rasputin va néixer en una família de camperols al poble siberià de Pokróvskoie a l'uiezd de Tiumenski de la governació de Tobolsk (actual districte de i de l'oblast de Tiumén). Va tenir una experiència de conversió religiosa després de pelegrinar a un monestir l'any 1897. Ha estat descrit com un monjo o com un "strannik" (errant o pelegrí), tot i que no va ocupar cap càrrec oficial a l'Església Ortodoxa Russa. Va viatjar a Sant Petersburg el 1903 o l'hivern de 1904-1905, on va captivar alguns líders socials i de l'església. Es va convertir en una figura de la societat i va conèixer l'emperador Nicolau i l'emperadriu Alexandra el novembre de 1905.
A finals de 1906, Rasputin va començar a actuar com a curandero de l'únic fill de la parella imperial, Alexei, que patia hemofília. Va ser una figura divisòria a la cort, vista per alguns russos com un místic, visionari i profeta, i per altres com un xarlatà religiós. El punt àlgid del poder de Rasputin va ser l'any 1915 quan Nicolau II va deixar Sant Petersburg per supervisar els exèrcits russos que lluitaven la Primera Guerra Mundial, augmentant tant la influència d'Alexandra com de Rasputín. Les derrotes russes van augmentar durant la guerra, però, i tant Rasputin com Alexandra es van fer cada cop més impopulars. A la matinada del 30 de desembre [17 de desembre] de 1916, Rasputín va ser assassinat per un grup de nobles conservadors que es van oposar a la seva influència sobre Alexandra i Nicolau.
Els historiadors sovint suggereixen que la reputació escandalosa i sinistra de Rasputin va ajudar a desacreditar el govern tsarista i, per tant, va ajudar a precipitar l'enderrocament de la dinastia Romanov poques setmanes després de ser assassinat.

## Joventut

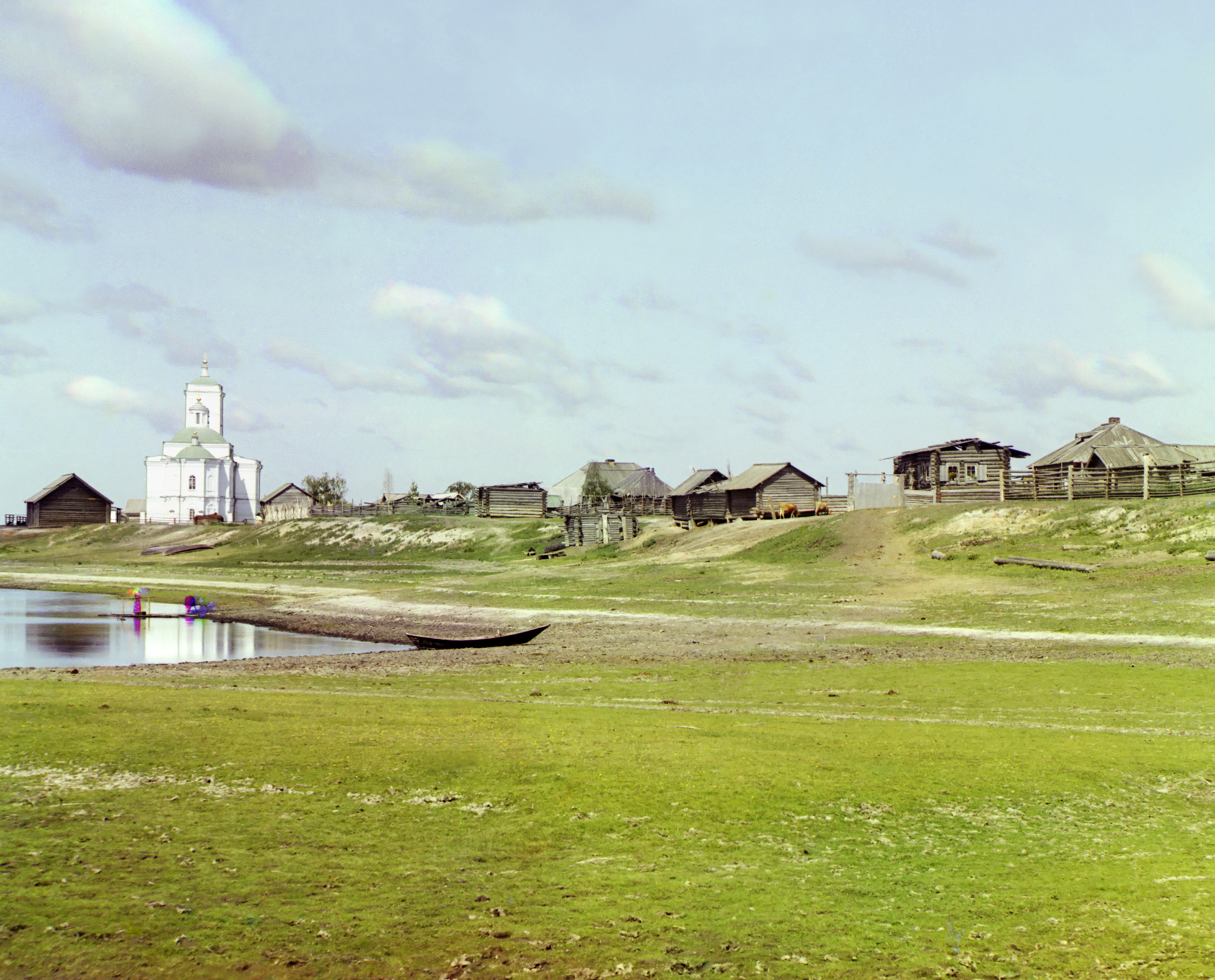
Pokrovskoie el 1912

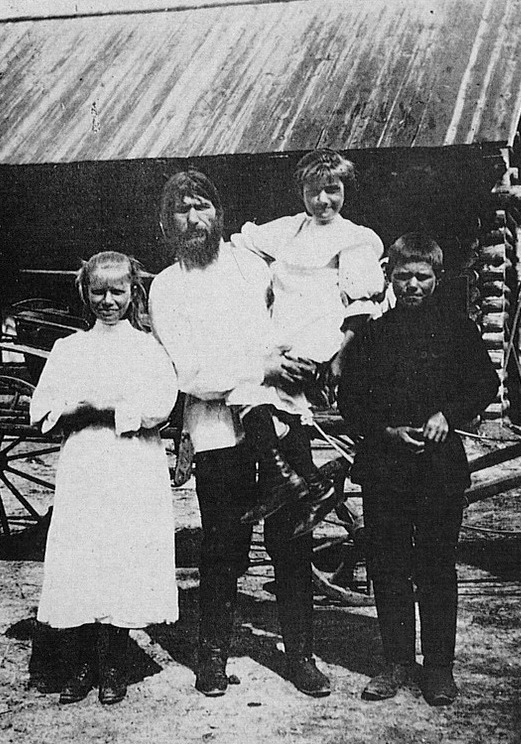
Rasputin amb els seus fills

Rasputin va néixer camperol al petit poble de Pokróvskoie, al llarg del riu Tura a la governació de Tobolsk (avui óblast de Tiumén) a l'Imperi Rus. Segons els registres oficials, va néixer el 21 de gener (julià: 9 de gener) de 1869 i va ser batejat l'endemà. Va rebre el nom de Gregori en honor de sant Gregori de Nissa, la festa del qual se celebrava el 10 de gener.
Hi ha pocs registres dels pares de Rasputin. El seu pare, Iefim, era un camperol i ancià de l'església que havia nascut a Pokrovskie el 1842 i es va casar amb la mare de Rasputin, Anna Parxukova, el 1863. Iefim també va treballar com a missatger del govern, transportant persones i mercaderies entre Tobolsk i Tiumén. La parella va tenir set fills més, tots els quals van morir en la infància i la primera infància; pot haver-hi un novè fill, Feodosiya. Segons l'historiador Joseph T. Fuhrmann, Rasputin era sens dubte propera a Feodosiya i va ser el padrí dels seus fills, però "els registres que han sobreviscut no ens permeten dir més que això".
Segons l'historiador Douglas Smith, la joventut i la primera edat adulta de Rasputin són "un forat negre del qual gairebé no sabem res", tot i que la manca de fonts i informació fiables no va impedir que altres inventessin històries sobre els seus pares i la seva joventut després de l'ascens a la fama de Rasputin. Els historiadors coincideixen, però, que com la majoria dels camperols siberians, inclosos la seva mare i el seu pare, Rasputin no va rebre una educació formal i va romandre analfabet fins a la seva primera edat adulta. Els registres locals suggereixen que va tenir una joventut una mica rebel, possiblement amb beguda, petits robatoris i falta de respecte a les autoritats locals, però no contenen proves que l'acusessin de robar cavalls, blasfèmia o testimoni fals, tots els delictes importants que se li han imputat posteriorment de jove.
El 1886, Rasputin va viatjar a Abalak, Rússia, a uns 250 km a l'est-nord-est de Tiumén i 2.800 km a l'est de Moscou, on va conèixer una noia camperola anomenada Praskovia Dubrovina. Després d'un festeig de diversos mesos, es van casar el febrer de 1887. Praskovia va romandre a Pokrovskoye durant els viatges posteriors de Rasputin i va assolir la prominència i va romandre devota a ell fins a la seva mort. La parella va tenir set fills, tot i que només tres van sobreviure fins a l'edat adulta: Dmitri (n. 1895), Maria (n. 1898) i Varvara (n. 1900) .

## Conversió religiosa
El 1897, Rasputin va desenvolupar un renovat interès per la religió i va abandonar Pokróvskoie per anar en pelegrinatge. Les seves raons no estan clares; segons algunes fonts, Rasputin va abandonar el poble per escapar del càstig pel seu paper en un robatori de cavalls. Altres fonts suggereixen que va tenir una visió de la Mare de Déu o de sant Simeó de Verkhoturie, mentre que altres suggereixen que el pelegrinatge de Rasputin va ser inspirat per una jove estudiant de teologia, Meliti Zaborovski. Fossin quines fossin les seves raons, Rasputin va abandonar la seva vella vida: tenia vint-i-vuit anys, feia deu anys que estava casat, amb un fill nadó i un altre fill en camí. Segons Douglas Smith, la seva decisió "només podria haver estat ocasionada per algun tipus de crisi emocional o espiritual".
Rasputin havia realitzat anteriorment pelegrinatges més breus al monestir de Sant Znamenski a Abalak i a la catedral de Tobolsk, però la seva visita al monestir de Sant Nicolau de Verkhoturie el 1897 el va transformar. Allà, va conèixer i va ser "profundament humiliat" per un starets (ancià) conegut com Makary. Rasputin podria haver passat diversos mesos a Verkhoturie, i potser aquí va aprendre a llegir i escriure, però més tard es va queixar del monestir, al·legant que alguns dels monjos es dedicaven a l'homosexualitat i criticant la vida monàstica com a massa coercitiva. Va tornar a Pokróvskoie un home canviat, semblant desordenat i comportant-se de manera diferent. Es va convertir en vegetarià, va abjurar de l'alcohol i va pregar i cantar amb molta més fervor que abans.
Rasputin va passar els anys següents com a strannik (un sant errant o pelegrí), deixant Pokróvskoie durant mesos o fins i tot anys per passejar pel país i visitar una varietat de llocs sagrats. És possible que vagués fins al mont Athos —el centre de la vida monàstica ortodoxa oriental— el 1900.
A principis del 1900, Rasputin havia desenvolupat un petit cercle de seguidors, principalment membres de la família i altres camperols locals, que resaven amb ell els diumenges i altres dies sants quan era a Pokróvskoie. Construint una capella improvisada al celler d'Efim —Rasputin encara vivia a la casa del seu pare en aquell moment—, el grup hi va celebrar reunions de pregària secretes. Aquestes reunions van ser objecte de certa sospita i hostilitat per part del capellà del poble i d'altres vilatans. Es rumorejava que les seguidors femenins el rentaven cerimonialment abans de cada reunió, que el grup cantava cançons estranyes, i fins i tot que Rasputin s'havia unit als khlistí, una secta religiosa els rituals extàtics de la qual es rumorejaven inclouen l'autoflagel·lació i les orgies sexuals. Segons l'historiador Joseph Fuhrmann, tanmateix, «les investigacions repetides no van poder establir que Rasputin fos mai membre de la secta», i els rumors que era un khlist sembla que no tenien fonament.

## Ascens al protagonisme

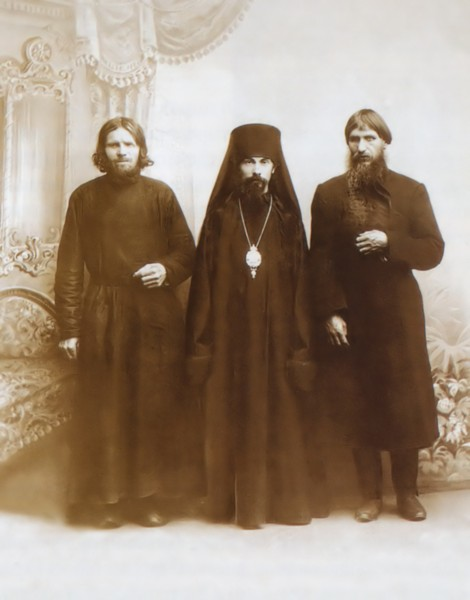
Makary, el bisbe Theofan i Rasputin, 1909

La paraula de l'activitat i el carisma de Rasputin va començar a estendre's a Sibèria a principis del segle xx. En algun moment durant 1904 o 1905, va viatjar a la ciutat de Kazan, on va adquirir la reputació de savi starets, o home sant, que podia ajudar a la gent a resoldre les seves crisis espirituals i ansietats. Tot i els rumors que Rasputin estava tenint relacions sexuals amb seguidores, es va fer una impressió favorable al pare superior del Monestir dels Set Llacs fora de Kazan, així com a funcionaris de l'església locals com l'arximandrita Andrei i el bisbe Chrysthanos, qui li va donar una carta de recomanació al bisbe Sergei, rector del Seminari Teològic de Sant Petersburg al monestir d'Alexandre Nevski i va organitzar el viatge a Sant Petersburg.
En conèixer Sergei al monestir de Nevski, Rasputin va ser presentat als líders de l'església, inclòs l'arximandrita Theofan, inspector del seminari teològic, que estava ben connectat a la societat de Sant Petersburg i més tard va servir com a confessor del tsar i la seva dona. Theofan va quedar tan impressionat amb Rasputin que el va convidar a quedar-se a casa seva. Teofan es va convertir en un dels amics més importants i influents de Rasputin a Sant Petersburg, i li va fer entrar a molts dels salons influents on l'aristocràcia es reunia per a discussions religioses. Va ser a través d'aquestes reunions que Rasputin va atreure alguns dels seus primers i influents seguidors, molts dels quals més tard es tornarien contra ell.
Moviments religiosos alternatius com l'espiritisme i la teosofia s'havien fet populars entre l'aristocràcia de la ciutat abans de l'arribada de Rasputin a Sant Petersburg, i molts de l'aristocràcia tenien molta curiositat per l'ocult i el sobrenatural. Les idees i les "maneres estranyes" de Rasputin el van fer objecte d'una intensa curiositat entre l'elit de Sant Petersburg, que segons l'historiador Joseph Fuhrmann estaven "avorrits, cínics i buscant noves experiències" durant aquest període. El seu atractiu podria haver estat millorat pel fet que també era rus nadiu, a diferència d'altres autonomenats "homes sants" com Nizier Anthelme Philippe i Gérard Encausse, que abans havien estat populars a Sant Petersburg.
Segons Joseph T. Fuhrmann, Rasputin es va quedar a Sant Petersburg només uns mesos en la seva primera visita i va tornar a Pokróvskoie a la tardor de 1903. L'historiador Douglas Smith, però, argumenta que és impossible saber si Rasputin es va quedar a Sant Petersburg o va tornar a Pokróvskoie en algun moment entre la seva primera arribada i 1905. Independentment, el 1905 Rasputin havia fet amistat amb diversos membres de l'aristocràcia, incloses les "Princeses Negres", Militsa i Anastàsia de Montenegro, que s'havia casat amb els cosins del tsar (el gran duc Pere Nikolaèvitx i el príncep Jordi Maximilianovitx Romanowski), i van ser fonamentals per presentar Rasputin al tsar i la seva família.
Rasputin es va trobar per primera vegada amb el tsar l'1 de novembre de 1905, al palau de Peterhof. El tsar va registrar l'esdeveniment al seu diari, i va escriure que ell i Alexandra havien "conegut a un home de Déu: Grigori, de la província de Tobolsk". Rasputin va tornar a Pokróvskoie poc després de la seva primera reunió i no va tornar a Sant Petersburg fins al juliol de 1906. Al seu retorn, Rasputin va enviar a Nicolau un telegrama demanant-li presentar al tsar una icona de Simeó de Verkhoturye. Es va reunir amb Nicolau i Alexandra el 18 de juliol i de nou a l'octubre, quan va conèixer per primera vegada els seus fills. En algun moment, la família reial es va convèncer que Rasputin posseïa el poder miraculós de curar Alexei, però els historiadors no estan d'acord sobre quan: segons Orlando Figes, Rasputin es va presentar per primera vegada al tsar i la tsarina com un curandero que podria ajudar el seu fill el novembre de 1905, mentre que Joseph Fuhrmann ha especulat que va ser l'octubre de 1906 quan se li va demanar per primera vegada a Rasputin que pregués per la salut d'Alexei.

## Sanador d'Alexei

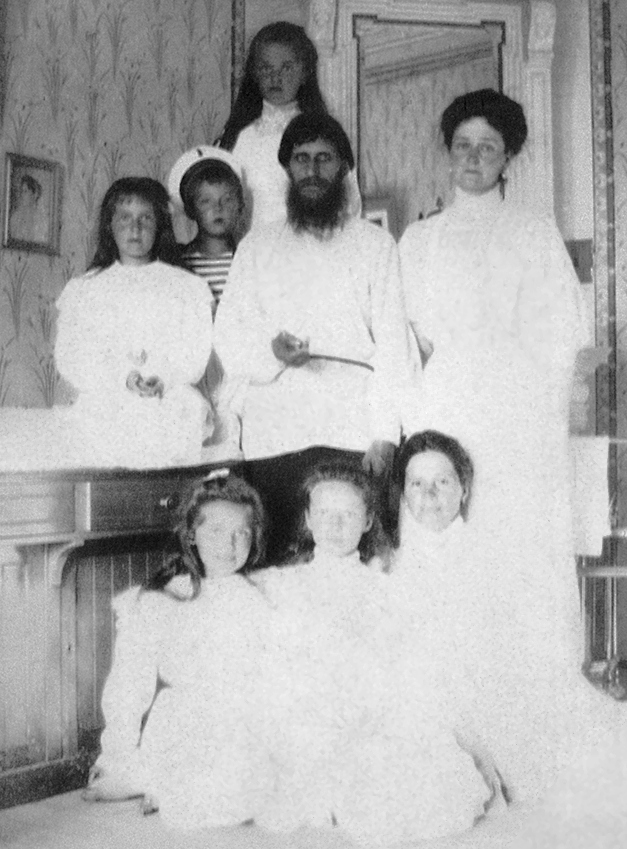
La tsarina Alexandra Feodorovna amb els seus fills, Rasputin i la infermera Maria Ivanova Vixniakova, 1908

Gran part de la influència de Rasputin amb la família reial va derivar de la creença d'Alexandra i d'altres que en diverses ocasions havia alleujat el dolor i aturat l'hemorràgia del tsarèvitx Alexei, que patia hemofília. Segons l'historiador Marc Ferro, la tsarina tenia un "apassionat vincle" amb Rasputin, creient que podia curar l'aflicció del seu fill. Harold Shukman va escriure que Rasputin es va convertir en "un membre indispensable del seguici reial". No és clar quan Rasputin es va assabentar per primera vegada de l'hemofília d'Alexei, o quan va actuar per primera vegada com a curandero. Potser havia estat conscient de l'estat d'Alexei des de l'octubre de 1906, i va ser convocat per Alexandra per resar per Alexei quan va tenir una hemorràgia interna a la primavera de 1907. Alexei es va recuperar l'endemà al matí. S'havia rumorejat que Rasputin era capaç de curar per la fe des de la seva arribada a Sant Petersburg, i l'amiga de la tsarina Anna Vírubova es va convèncer que Rasputin tenia poders miraculosos poc després. Vírubova es convertiria en un dels defensors més influents de Rasputin.
Durant l'estiu de 1912, Alexei va desenvolupar una hemorràgia a la cuixa i l'engonal després d'un passeig en carruatge a prop dels camps de caça reials de Spala, que li va causar un gran hematoma. Amb un fort dolor i deliri de febre, el tsarèvitx semblava a punt de morir. Desesperada, Alexandra va demanar a Vírubova que enviés un telegrama a Rasputin (que estava a Sibèria) demanant-li que pregués per Alexei. Rasputin va respondre ràpidament, dient-li a Alexandra que "Déu ha vist les teves llàgrimes i ha escoltat les teves oracions. No t'afligeixis. El Petit no morirà. No permetis que els metges el molestin massa." L'endemà al matí, l'estat d'Alexei no va canviar, però Alexandra es va animar amb el missatge i va recuperar una mica d'esperança que l'Alexei sobrevisqués. L'hemorràgia d'Alexei es va aturar l'endemà. El Dr. S. P. Fedorov un dels metges que va atendre Alexei, va admetre que "la recuperació era del tot inexplicable des del punt de vista mèdic." Més tard, el doctor Fedorov va admetre que no es podia culpar a Alexandra per veure Rasputin com un home miracle: "Rasputin entrava, s'acostava al pacient, el mirava i escopia. L'hemorràgia s'aturaria en poc temps. .... Com podria l'emperadriu no confiar en Rasputin després d'això?"
L'historiador Robert K. Massie ha qualificat la recuperació d'Alexei com "un dels episodis més misteriosos de tota la llegenda de Rasputin". La causa de la seva recuperació no està clara: Massie va especular que el suggeriment de Rasputin de no deixar que els metges molestessin Alexei havia ajudat a la seva recuperació permetent-li descansar i curar-se, o que el seu missatge podria haver ajudat a la recuperació d'Alexei calmant Alexandra i reduint la tensió emocional sobre Alexei". Alexandra va creure que Rasputin havia fet un miracle, i va concloure que era essencial per a la supervivència d'Alexei. Alguns escriptors i historiadors, com Ferro, afirmen que Rasputin va aturar l'hemorràgia d'Alexei en altres ocasions mitjançant la hipnosi. Alguns historiadors, inclòs l'historiador Pierre Gilliard, el tutor de llengua francesa d'Alexi, han especulat que Rasputin controlava l'hemorràgia d'Alexi prohibint l'administració d'aspirina, que llavors s'utilitzava àmpliament per alleujar el dolor, però es desconeixia que era un agent anticoagulant, cosa que no es descobriria fins a la dècada del 1950.

## Polèmica

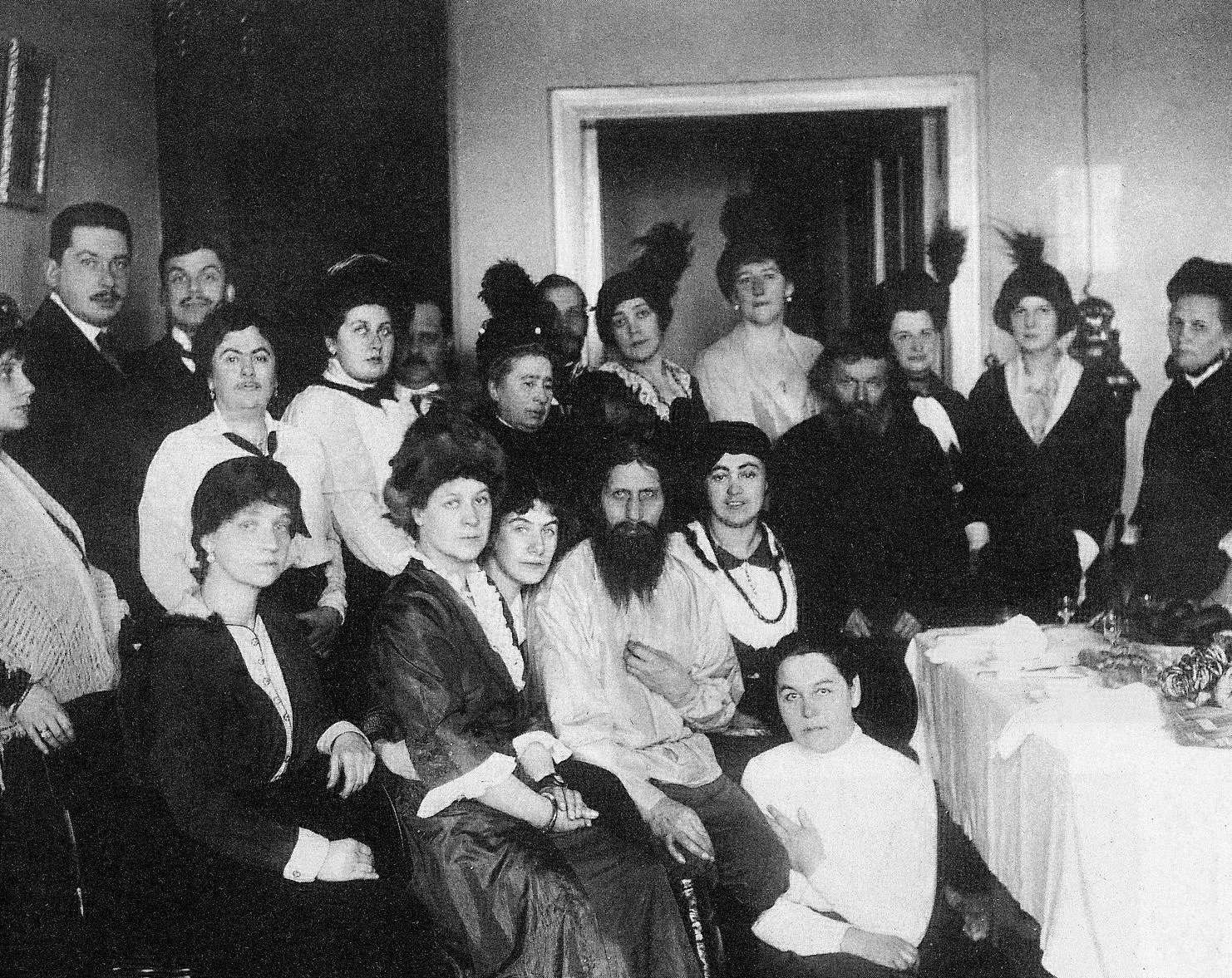
Rasputin entre admiradors, 1914

La creença de la família reial en els poders curatius de Rasputin li va portar un estatus i un poder considerables a la cort. El tsar va nomenar a Rasputin el seu lampadnik (encenedor), encarregat de mantenir els llums encesos davant les icones religioses al palau, i això li va permetre accedir regularment al palau i a la família reial. El desembre de 1906, Rasputin s'havia acostat prou com per demanar un favor especial al tsar: que se li permetés canviar el seu cognom per Rasputin-Novi (Rasputin-Nou). Nicolau va atorgar la sol·licitud i el canvi de nom es va processar ràpidament, suggerint que ja tenia el favor del tsar en aquella primera data. Rasputin va fer servir la seva posició al màxim, acceptant suborns i favors sexuals dels admiradors i treballant diligentment per ampliar la seva influència.
Rasputin aviat es va convertir en una figura controvertida; va ser acusat pels seus enemics d'heretgia religiosa i violació, va ser sospitat d'exercir una influència política indeguda sobre el tsar, i fins i tot es rumorejava que tenia una relació amb la tsarina. L'oposició a la influència de Rasputin va créixer dins de l'església. El 1907, el clergat local de Pokróvskoie va denunciar Rasputin com a heretge, i el bisbe de Tobolsk va iniciar una investigació sobre les seves activitats, acusant-lo de «difondre doctrines falses, semblants al khlist». A Sant Petersburg, Rasputin es va enfrontar a l'oposició de crítics encara més destacats, com el primer ministre Piotr Stolipin i l'Okhrana, la policia secreta del tsar. Després d'haver ordenat una investigació sobre les activitats de Rasputin, Stolipin es va enfrontar al tsar sobre ell, però no va aconseguir frenar la influència de Rasputin ni exiliar-lo de Sant Petersburg. El 1909 Kehionia Berlatskaia, que havia estat un dels primers partidaris de Rasputin a Sant Petersburg, el va acusar de violació. Va anar a Theofan per demanar ajuda, i l'incident va ajudar a convèncer Theofan que Rasputin era un perill per a la monarquia. Es van multiplicar els rumors que Rasputin havia agredit a les dones i s'havia comportat de manera inadequada en les visites a la família reial, i particularment amb les filles adolescents del tsar Olga i Tatiana, els rumors es van informar àmpliament a la premsa després del març de 1910.

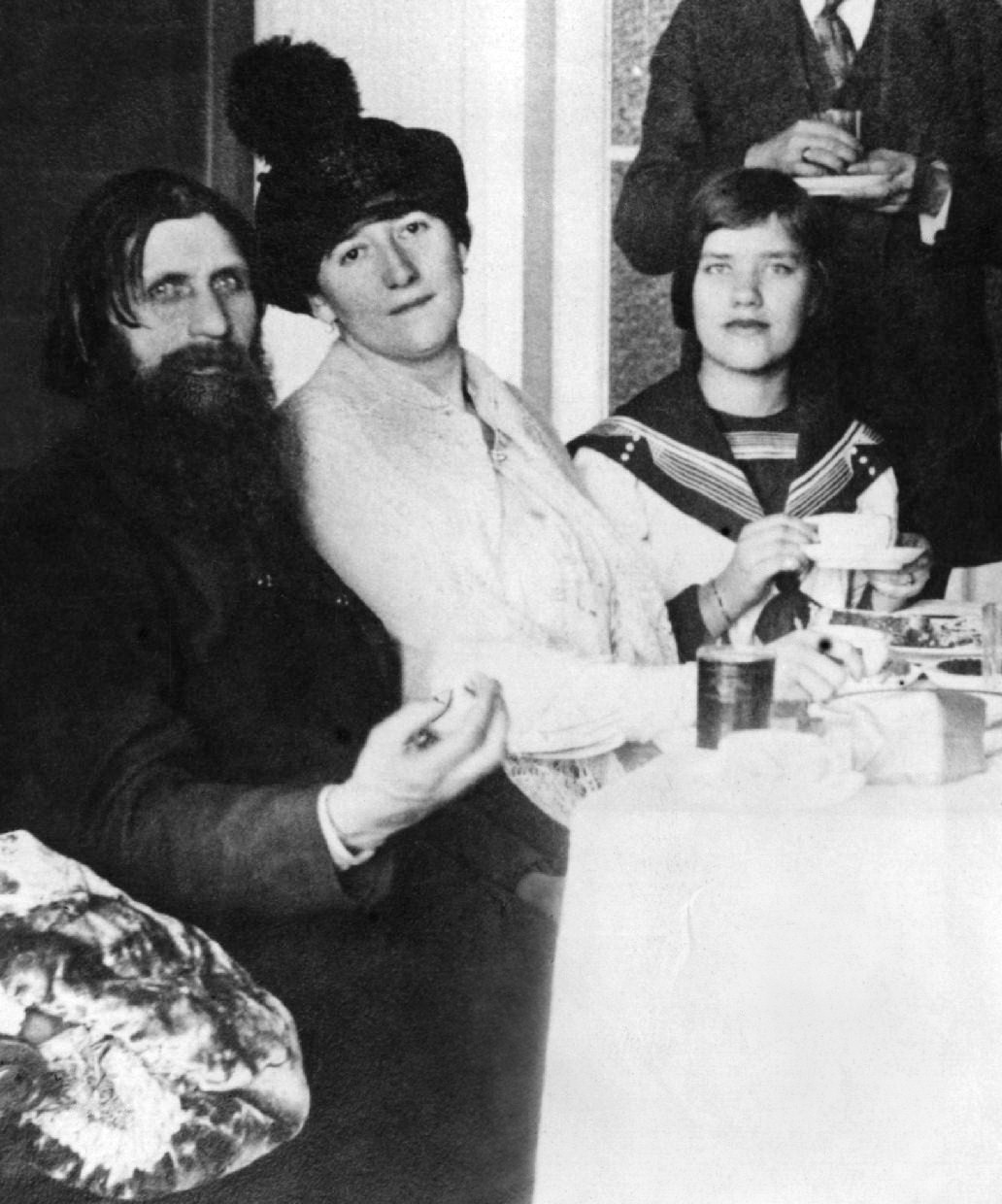
Rasputin amb la seva filla Maria (a la dreta), al seu apartament de Sant Petersburg, 1911

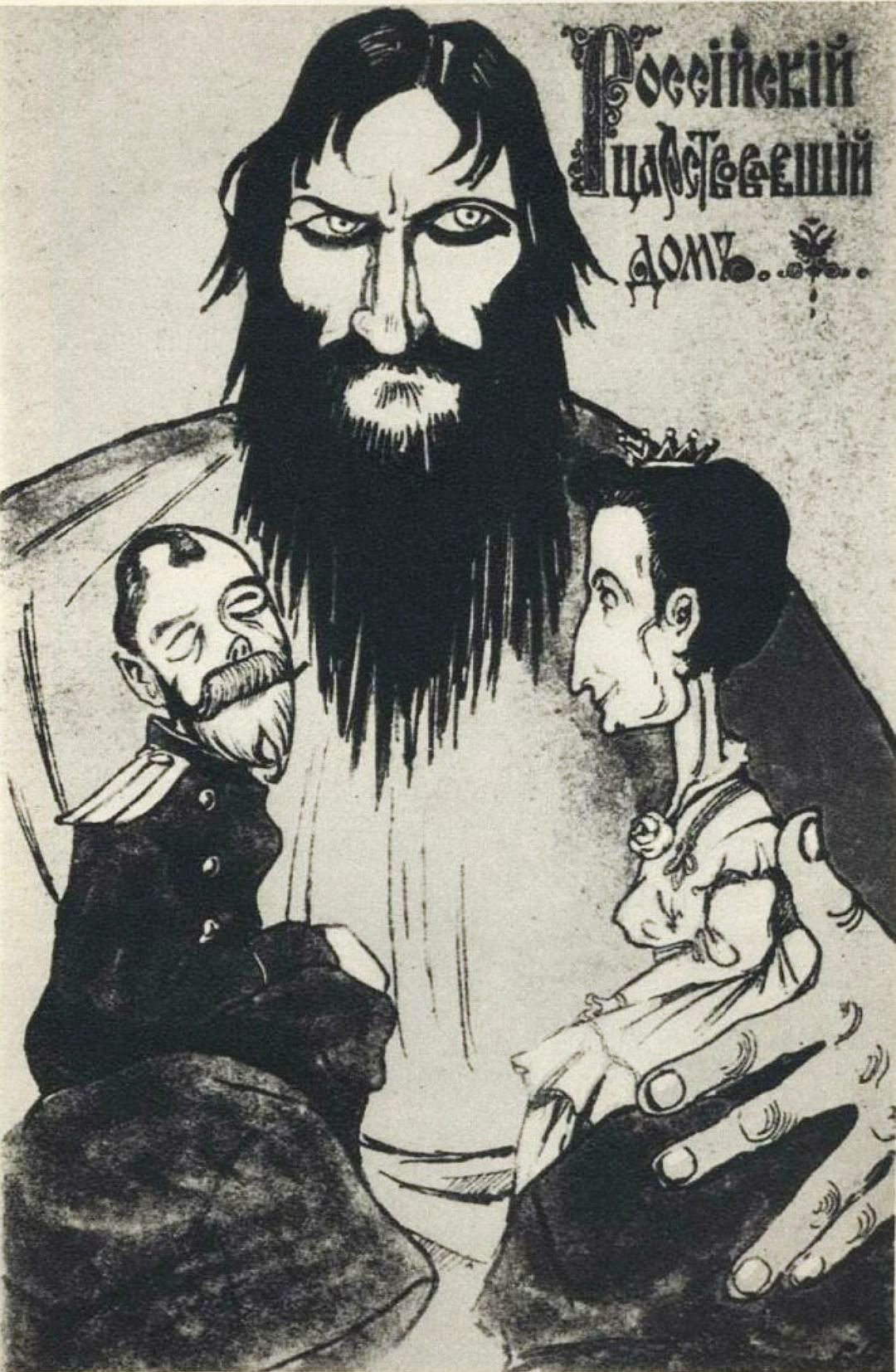
Caricatura de Rasputin i la parella imperial, 1916

La Primera Guerra Mundial, la dissolució del feudalisme i una intromissió de la burocràcia governamental van contribuir al ràpid declivi econòmic de Rússia. Molts van culpar a l'Alexandra i al seu esperit maligne, Rasputin. Un membre obert de la Duma, el polític d'extrema dreta Vladimir Purixkèvitx, va declarar el novembre de 1916 que considerava que els ministres del tsar havien estat «convertits en titelles, els fils de les quals han estat agafats fermament per Rasputin i l'emperadriu Alexandra Fiódorovna: el malvat geni de Rússia i la tsarina... que s'ha mantingut alemany al tron rus i aliè al país i a la seva gent». (La tsarina havia nascut una princesa alemanya.)

## Intent d'assassinat
El 12 de juliol (julià: 29 de juny) de 1914, una camperola de 33 anys anomenada Khiónia Gússeva va intentar assassinar Rasputin apunyalant-lo a l'estómac fora de casa seva a Pokróvskoie. Rasputin va ser greument ferit, i durant un temps no estava clar si sobreviuria. Després de la cirurgia i algun temps a un hospital de Tiumén, va recuperar-se.
Gússeva era seguidora d'Iliodor, un antic sacerdot que havia donat suport a Rasputin abans de denunciar les seves escapades sexuals i l'autoengrandiment el desembre de 1911. Conservador radical i antisemita, Iliodor havia format part d'un grup de figures de l'establishment que havien intentat obrir una escletxa entre la família reial i Rasputin en 1911. Quan aquest esforç va fracassar, Iliodor va ser expulsat de Sant Petersburg i finalment es va laïcitzar. Guseva va afirmar haver actuat sol, després d'haver llegit sobre Rasputin als diaris i creient que era un «fals profeta i fins i tot un anticrist». Tant la policia com Rasputin, però, creien que Iliodor havia instigat l'atemptat contra la vida de Rasputin. Iliodor va fugir del país abans que pogués ser interrogat, i es va trobar que Gússeva no era responsable de les seves accions a causa de la bogeria.

## Mort

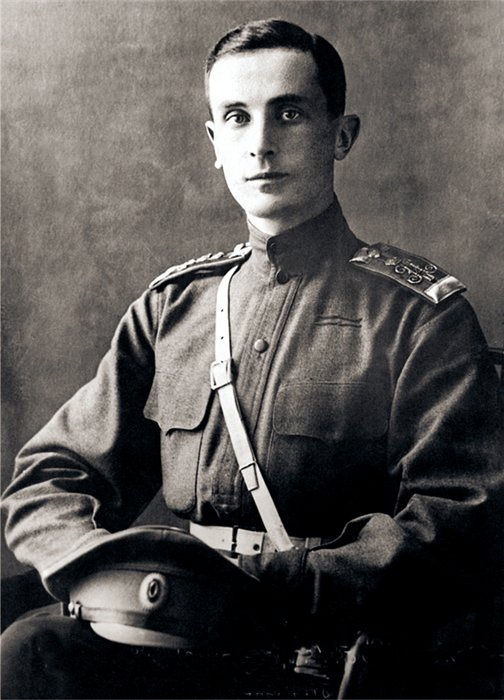
Fèliks Iussúpov, marit de la princesa Irina Alekxàndrovna Romanova, neboda del tsar, 1914

Un grup de nobles encapçalats pel príncep Fèliks Iussúpov, el gran duc Dmitri Pàvlovitx i el polític de dretes Vladimir Purixkevitx van decidir que la influència de Rasputin sobre la tsarina amenaçava l'imperi, i van elaborar un pla el desembre de 1916 per matar-lo, aparentment atraient-lo a el palau Moika dels Iussúpov.

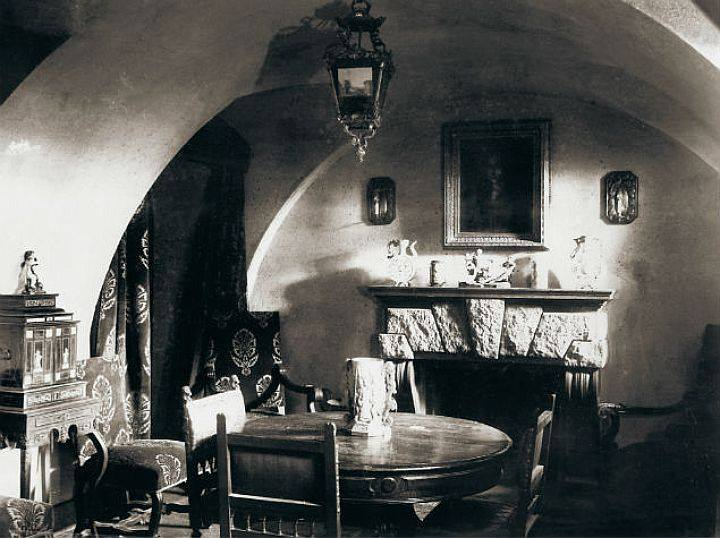
Soterrani del palau Iussúpov a la Moika de Sant Petersburg on Rasputin va ser assassinat

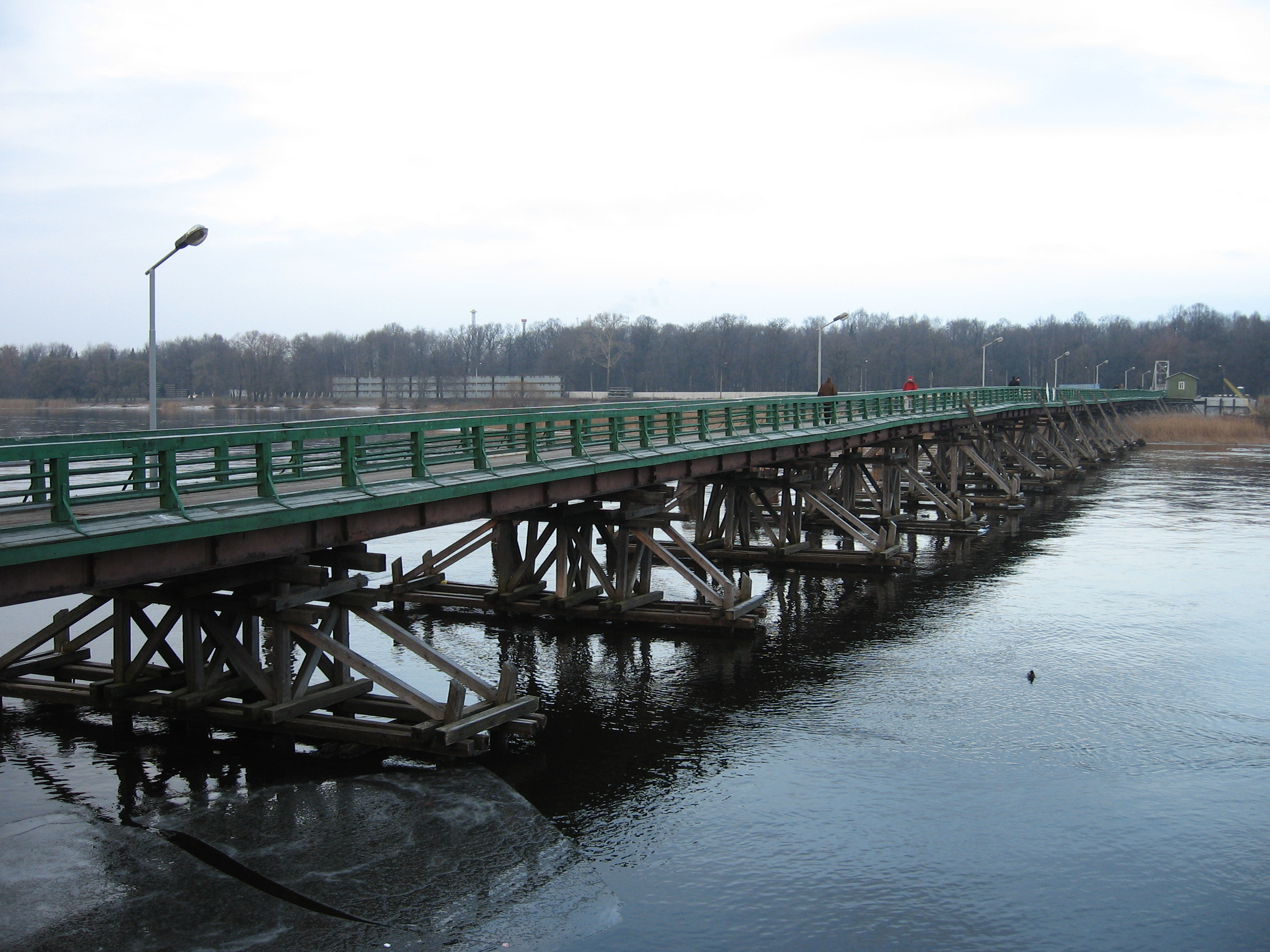
El pont de fusta Bolxoi Petrovski des del qual el cos de Rasputin va ser llençat al riu Malaia Nevka

Rasputin va ser assassinat durant la matinada del 30 de desembre (julià: 17 de desembre) de 1916 a casa de Felix Iussúpov. Va morir a causa de tres ferides de bala, una de les quals va ser un tret de curta distància al front. Poc se sap de la seva mort més enllà d'això, i les circumstàncies de la seva mort han estat objecte d'especulació considerable. Segons l'historiador Douglas Smith, "el que va passar realment a la casa de Iussúpov el 17 de desembre no se sabrà mai". La història que va explicar Iussúpov a les seves memòries, però, s'ha convertit en la versió més freqüent dels esdeveniments.

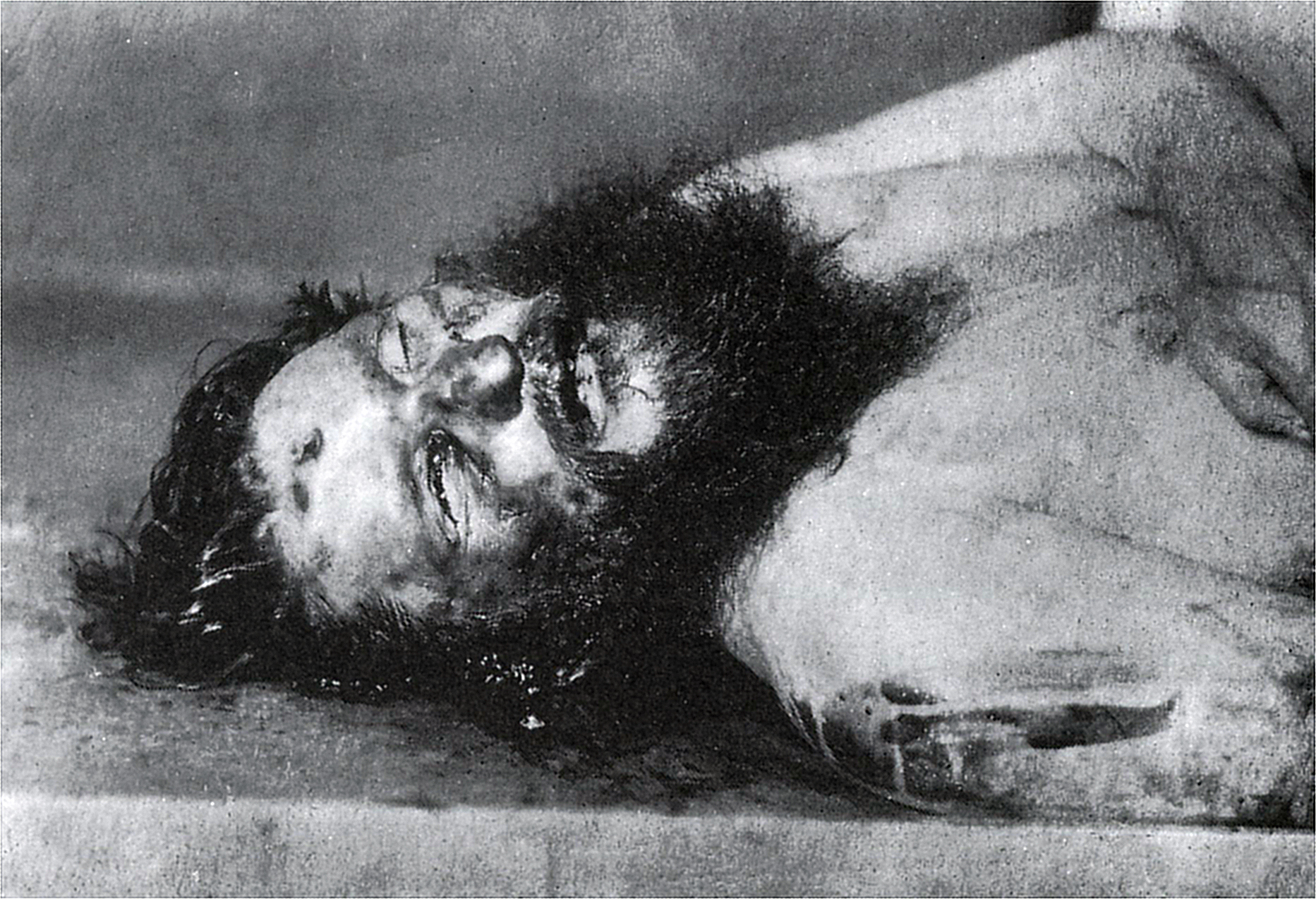
El cos de Rasputin amb una ferida de bala al front

Iussúpov va dir que va convidar Rasputin a casa seva poc després de la mitjanit i el va portar al soterrani. Iussúpov va oferir te a Rasputin i pastissos que havien estat lligats amb cianur. Rasputin inicialment va rebutjar els pastissos, però després va començar a menjar-se'ls i, per sorpresa de Iussúpov, no va semblar afectat pel verí. Aleshores, Rasputin va demanar una mica de vi de Madeira (que també havia estat enverinat) i va beure tres gots, però encara no va mostrar cap senyal d'angoixa. Al voltant de les 2:30 del matí, Iussúpov es va excusar per pujar al pis de dalt, on els esperaven els seus companys conspiradors. Va agafar un revòlver de Dmitri Pavlòvitx, després va tornar al soterrani i li va dir a Rasputin que "millor mira el crucifix i digues una oració", referint-se a un crucifix a l'habitació, després li va disparar una vegada al pit. Aleshores, els conspiradors van anar a l'apartament de Rasputin, amb Sukhotin amb l'abric i el barret de Rasputin en un intent de fer semblar que Rasputin havia tornat a casa aquella nit. En tornar al Palau Moika, Iussúpov va tornar al soterrani per assegurar-se que Rasputin estava mort. De sobte, Rasputin es va aixecar d'un salt i va atacar a Iussúpov, que es va alliberar amb una mica d'esforç i va fugir cap amunt. Rasputin va seguir Iussúpov al pati del palau, on va ser disparat per Purixkevitx. Es va esfondrar en un banc de neu. Els conspiradors van embolicar el seu cos amb una tela, el van conduir fins al pont Petrovski i el van deixar caure al riu Malaia Nevka.

### Conseqüències
La notícia de l'assassinat de Rasputin es va estendre ràpidament, fins i tot abans que el seu cos fos trobat. Segons Douglas Smith, Purixkevitx va parlar obertament sobre l'assassinat de Rasputin a dos soldats i a un policia que estava investigant informes de trets poc després de l'esdeveniment, però els va instar a no dir-los a ningú més. L'endemà al matí es va iniciar una investigació. El Diari de la Borsa de Valors va publicar un informe de la mort de Rasputin "després d'una festa en una de les cases més aristocràtiques del centre de la ciutat" la tarda del 30 de desembre [17 de desembre] de 1916.
Dos treballadors van notar sang a la barana del pont Petrovski i van trobar una bota al gel de sota, i la policia va començar a escorcollar la zona. El cos de Rasputin va ser trobat sota el gel del riu l'1 de gener (19 de desembre) aproximadament 200 metres aigües avall del pont. El doctor Dmitri Kosorotov, cirurgià sènior d'autòpsia de la ciutat, va realitzar una autòpsia. L'informe de Kosorotov es va perdre, però més tard va declarar que el cos de Rasputin havia mostrat signes de trauma greu, incloses tres ferides de bala (una a poca distància al front), una ferida per tall al costat esquerre i moltes altres ferides, moltes de les quals Kosorotov pensava que s'havien produït post mortem. Kosorotov va trobar una sola bala al cos de Rasputin, però va afirmar que estava massa deformada i d'un tipus massa utilitzat per rastrejar. No va trobar cap prova que Rasputin hagués estat enverinat. Segons Douglas Smith i Joseph Fuhrmann, Kosorotov no va trobar aigua als pulmons de Rasputin, i els informes que Rasputin havia estat llençat viu a l'aigua eren incorrectes. Alguns relats posteriors van afirmar que el penis de Rasputin havia estat tallat, però Kosorotov va trobar els seus genitals intactes.
Rasputin va ser enterrat el 2 de gener (21 de desembre) en una petita església que Anna Vírubova havia estat construint a Tsarskoie Selo. Al funeral només van assistir la família imperial i alguns dels seus íntims. L'esposa, l'amant i els fills de Rasputin no van ser convidats, encara que les seves filles es van reunir amb la família imperial a casa de Vírubova més tard aquell dia. El seu cos va ser exhumat i cremat per un destacament de soldats poc després que el tsar abdiqués al tron el març de 1917, per tal què la seva tomba no es convertís en un punt de reunió dels partidaris de l'antic règim.

### Teoria de la participació britànica
Alguns escriptors han suggerit que agents del Servei secret d'intel·ligència britànic (SIS) van estar implicats en l'assassinat de Rasputin. Segons aquesta teoria, els agents britànics estaven preocupats perquè Rasputin estigués instant al tsar a fer una pau separada amb Alemanya, la qual cosa permetria a Alemanya concentrar els seus esforços militars al front occidental. Hi ha diverses variants d'aquesta teoria, però generalment suggereixen que els agents d'intel·ligència britànics estaven directament implicats en la planificació i la realització de l'assassinat sota el comandament de Samuel Hoare i Oswald Rayner, que havien assistit a la Universitat d'Oxford amb Iussúpov, o que Rayner va disparar personalment a Rasputin.
Tanmateix, els historiadors no consideren creïble aquesta teoria. Segons Douglas Smith, "no hi ha proves convincents que situïn cap agent britànic a l'escena de l'assassinat". L'historiador Keith Jeffery afirma que si els agents d'intel·ligència britànics haguessin estat implicats, "hauria esperat trobar algun rastre d'això" als arxius del SIS, però no existeix aquesta prova.

## Filla
La filla de Rasputin, Maria Rasputin (nascuda Matriona Rasputina) (1898–1977), va emigrar a França després de la Revolució d'Octubre i després als Estats Units. Allà va treballar com a ballarina i després domadora de lleons en un circ.